# Bruno Frank
Bruno Frank (Stuttgart, 13 de junho de 1878 - Beverly Hills, 20 de junho de 1945) foi um escritor alemão.
Como romancista inspirou-se em Thomas Mann, mostrando, no entanto particular tendência para enredos de suspense. Na dramaturgia, mostra apurado sentido para efeito de cena.